# Landschaftsverbände in Nordrhein-Westfalen

Die Zuständigkeitsgebiete der nordrhein-westfälischen Landschaftsverbände

Die Landschaftsverbände in Nordrhein-Westfalen sind Einrichtungen der kommunalen Selbstverwaltung in Nordrhein-Westfalen. Neben Niedersachsen ist Nordrhein-Westfalen das einzige Land, in dem Landschaftsverbände wichtige öffentliche Aufgaben erfüllen. Man spricht auch von den beiden Landeshälften Rheinland und Westfalen-Lippe. Sie gehen zurück auf die Aufgaben der früheren preußischen Provinzen Rheinland und Westfalen sowie im weiteren Sinne des kleinen Landes Lippe.

## Organisation
In Nordrhein-Westfalen existieren zwei Landschaftsverbände. Dies sind 
- für den rheinischen Landesteil (Regierungsbezirke Düsseldorf und Köln) der Landschaftsverband Rheinland (LVR) mit Sitz in Köln und
- für den westfälischen und den lippischen Landesteil (Regierungsbezirke Arnsberg, Detmold und Münster) der Landschaftsverband Westfalen-Lippe (LWL) mit Sitz in Münster.

Die Landschaftsverbände haben keine Gebietshoheit. Verfassungsrechtlich gelten die Landschaftsverbände heute als ein Teil der kommunalen Selbstverwaltung. Dieser Vorstellung nach sind sie ein Zusammenschluss der Gebietskörperschaften zur Erfüllung von Aufgaben, die über die Leistungsfähigkeit der einzelnen Kommunen hinausgehen. Ihre gesetzliche Grundlage bildet die Landschaftsverbandsordnung Nordrhein-Westfalen. Oberstes Gremium ist die Landschaftsversammlung, die durch mittelbare Wahl gebildet wird. Sie setzt sich aus entsandten Mitgliedern der Kreistage und der Stadträte der kreisfreien Städte zusammen. Die Zusammensetzung der Versammlung bildet damit die politischen Mehrheitsverhältnisse in den Kreisen (und damit in Westfalen-Lippe bzw. Rheinland insgesamt) ab. Die Finanzausstattung erfolgt durch eine Umlage der Kreise und kreisfreien Städte sowie durch Zuschüsse des Landes Nordrhein-Westfalen. Weitere Organe sind der Direktor des Landschaftsverbandes, der jedoch weder Mitglied noch Vorsitzender der Landschaftsversammlung ist, und der Landschaftsausschuss.
Umfangreiche Teile aus dem Staatsbesitz des 1947 aufgelösten Landes Lippe wurden dem Landesverband Lippe übertragen. Der Landesverband Lippe ist ein Kommunalverband des Kreises Lippe sowie der dortigen Gemeinden. Er übernimmt im lippischen Landesteil teils ähnliche Aufgaben neben dem Landschaftsverband Westfalen-Lippe, in dem die lippischen Kommunen voll beteiligt sind.
In der Metropole Ruhr ist es mit dem dortigen Regionalverband genauso.

## Aufgaben
Im sozialen Bereich übernehmen die Landschaftsverbände die Trägerschaft für überörtliche Sozial-, Behinderten- und Jugendhilfe (z. B. Landesjugendamt) sowie für bedeutende soziale Einrichtungen, wie z. B. Fach- und insbesondere psychiatrische Krankenhäuser, Förderschulen für behinderte Kinder. Zu den Aufgaben der Landschaftsverbände gehören beispielsweise von jeher der Betrieb von (psychiatrischen) Landeskrankenhäusern etwa in Marsberg.
Weiterhin sind sie für die Kultur- und Denkmalpflege zuständig. Eine Besonderheit in Deutschland ist daher die Tatsache, dass es in Nordrhein-Westfalen jeweils zwei Landeskonservatoren und Ämter für Denkmalpflege gibt. Für das Gebiet des LVR ist das Rheinische Amt für Denkmalpflege und für das Gebiet des LWL die LWL-Denkmalpflege, Landschafts- und Baukultur in Westfalen zuständig. Auch ehemalige Denkmäler und andere Besitzungen der Provinzen sind bis heute im Besitz der Landschaftsverbände geblieben. Ein Beispiel ist das Kaiser-Wilhelm-Denkmal an der Porta Westfalica. Der Landschaftsverband Westfalen-Lippe betreibt außerdem 17, der Landschaftsverband Rheinland 6 Museen.

## Geschichte
Die heutigen Landschaftsverbände gehen auf Provinzialverbände der preußischen Provinzen Rheinland (Provinzialverband Rheinland) und Westfalen (Provinzialverband Westfalen) zurück. Die entsprechenden Provinziallandtage wurden vor 1920 mittelbar gewählt und von 1920 bis 1933 direkt von den Bürgern. Sie hatten bestimmte Befugnisse in verschiedenen Bereichen und waren Teil der föderalen Struktur der Weimarer Republik. So entsandten die Provinziallandtage 13 der 26 preußischen Gesandten mit freiem Mandat in den Reichsrat (dem Vorläufer des heutigen Bundesrats). Dieses und alle anderen Rechte der Provinzen sind zunächst mit dem Gesetz über den Neuaufbau des Reichs vom 30. Januar 1934, mit dem die Gleichschaltung des Staates durch die Nationalsozialisten abgeschlossen wurde, aufgehoben worden. In stark verminderter Form wurden die Rechte der Landesvertretungen dann bei Gründung des Bundeslandes Nordrhein-Westfalen durch die britische Militärregierung auf die Landschaftsverbände Rheinland mit Sitz in Köln und Westfalen-Lippe in Münster übertragen.
Im Zuge der Reform der Regierungsbezirke wird auch eine Reform der Landschaftsverbände diskutiert, die aber ähnlich umstritten wie die Reform der Regierungsbezirke ist.
Die Diskussion um eine Reform der mittleren Verwaltungsebene findet auch in Nordrhein-Westfalen statt. Die Kritik an den beiden Landschaftsverbänden ging so weit, dass vom damaligen Ministerpräsidenten Wolfgang Clement sogar ihre Auflösung vorgeschlagen wurde (siehe dazu auch Regierungsbezirke in Nordrhein-Westfalen). Clement scheiterte mit diesem Unterfangen. Die spätere Regierung Rüttgers  plante die Umwandlung der zwei Landschaftsverbände und fünf Regierungsbezirke in drei Regionalbezirke, je einen für das Ruhrgebiet, Westfalen und das Rheinland. Aber auch diese Pläne wurden nicht verwirklicht.